# Karl Sepp
Karl Sepp (* 9. Februar 1880 in Tegernsee; † 12. Mai 1962 in München) war ein deutscher Verwaltungsjurist und Landrat.

## Leben
Nach dem Abitur 1898 am Wilhelmsgymnasium München absolvierte Karl Sepp ein Studium der Rechtswissenschaften an der Ludwig-Maximilians-Universität München, wo er Mitglied der nichtschlagenden Studentenverbindung AGV München war. Am 1. Dezember 1903 promovierte er in Erlangen mit der Dissertation  „Die Einheitlichkeit der Leibrente und ihre Wirkungen“ zum Dr. jur. Nach der ersten juristischen Staatsprüfung und dem dreijährigen Vorbereitungsdienst (Referendariat), der ihn zum Amtsgericht München I, Landgericht München II und zum Bezirksamt Starnberg führte, folgte im Jahre 1905 das Große juristische Staatsexamen. Nach einer mehrjährigen Beschäftigung als Rechtspraktikant und Akzessist bei der Regierung von Oberbayern wurde er im Dezember 1912 Assessor beim Bezirksamt Lindau. 1920 zum Bezirksamtmann und 1926 zum Bezirksoberamtmann ernannt, wurde er am 1. März 1925 als Bezirksamtsvorstand mit der Leitung der Verwaltung des Bezirksamtes Lichtenfels beauftragt. In diesem Amt blieb er bis zu seiner Berufung am 16. Mai 1928 als Bezirksamtsvorstand (ab 1939 Landrat)  des Bezirksamtes Fürstenfeldbruck (ab 1939 Landkreis Fürstenfeldbruck). Nach seiner Entfernung aus dem Dienst wurde er bis zum 27. Juni 1947 interniert und im Entnazifizierungsverfahren durch die Spruchkammer Fürstenfeldbruck als Mitläufer eingestuft, so dass er zum 13. Mai 1948 wieder in den Dienst eingestellt werden konnte, bei gleichzeitiger Versetzung in den Ruhestand.
Am 1. Mai 1937 war Sepp in die NSDAP (Mitgliedsnummer 5.032.365) eingetreten.